# Fuego (cómic)
Fuego (Beatriz da Costa) (Inglés: Fire) es una superheroína brasileña que aparece en los cómics estadounidenses publicados por DC Comics.
Michelle Hurd interpretó a Fuego en la película piloto de 1997 Justice League of America. Natalie Morales se hizo llamar "Green Fury" en un episodio de la serie Powerless de 2017.

## Historia
Comenzó su carrera heroica como espía para el Servicio Secreto Brasileño. En su primera misión quedaría expuesta a un producto llamado Piroplasma, descubriendo que podía expulsar fuego por la boca. Tomando el nombre de Furia Verde (Green Fury) se haría miembro de los Guardianes Globales,y luego miembro oficial de la Liga de la Justicia. En su vida civil ha trabajado de top model y recientemente mantiene una página web donde vende imágenes de ella falsamente desnuda.
Tras los eventos de la Crisis Infinita, Fuego se ha unido a la organización Checkmate, al parecer obligada por la información que Amanda Waller posee sobre ella.

### Justice League: Generation Lost
Tras los acontecimiento de Crisis Infinita, Crisis Final, y especialmente Blackest Night, y como crossover de Brightest Day actualmente, algunos miembros de la extinta Liga de la Justicia Internacional son protagonistas de un complot del resucitado Maxwell Lord, quien después de ser revivido y haber borrado a casi todos los héroes del universo DC los recuerdos sobre los sucesos de Crisis Infinita, Max ha decidido comprometer algunos héroes (Booster Gold, Capitán Átomo, Fuego, Hielo), Blue Beetle (Jaime Reyes) y un renegado Red Rocket) en un complot para evitar que descubra sus planes de controlar a los metahumanos al lavarles sus recuerdos sobre él y sus crímenes.

## Poderes
Sus habilidades originales consistían en lanzar fuego por su boca, pero tras la explosión de la bomba genética de los dominadores en la miniserie Invasion!, es capaz de transformarse en un ser flamígero que puede volar y lanzar grandes llamaradas verdes de sus manos.

## Amalgam Comics
Fuego se fusiona con Jean Grey de Marvel Comics para conformar a Firebird de la JLX.

## En otros medios

### Televisión

#### Acción en vivo
- Fuego apareció en la película piloto de televisión Justice League of America, interpretada por Michelle Hurd.
- En la serie de televisión The Flash, en el episodio de la temporada 1 "Power Outage", se menciona al alter ego de Fuego Bea da Costa como una de las personas que aparentemente murió como resultado del accidente del acelerador de partículas que le dio a Flash sus poderes. Más tarde, durante el episodio "Invincible" de la temporada 2, se ve a un metahumano como parte del ejército de Zoom-Tierra-2 que ataca a Central City que se asemeja a Fuego, una explosión humanoide que emite llamas verdes desde su cuerpo. La actriz que retrató a ese metahumano es desconocida.
- Fuego aparece en Powerless en su alias "Green Fury", interpretada por Natalie Morales.[1]

#### Animación
- Fuego y Hielo hicieron varias apariciones en la serie animada Liga de la Justicia Ilimitada, aunque solo Fuego tuvo un diálogo en el que le expresó su voz por Maria Canals-Barrera.
- Fuego aparece brevemente en el segundo episodio de Batman: The Brave and the Bold, con la voz de Grey DeLisle. Ella es vista por primera vez en "Terror on Dinosaur Island", ayudando a Hombre Plástico y Batman a luchar contra Caballero Fantasma. Su piroquinesis se dirige a través de las manos y no desde la boca, no se muestra que se transforme en una entidad verde en llamas.[2] En la segunda temporada de la serie, ella también aparece en un cameo que no habla en el episodio "Sidekicks Assemble!", a bordo de la Watchtower. Fuego aparece brevemente entre los héroes que posee Starro, en el breve prólogo final que señala el episodio de dos partes "El asedio de Starro", contenido en el episodio "¡El poder de Shazam!", Fuego regresa en "Darkseid Descending!" y "Time Out for Vengeance", como miembro de Justice League International. Una versión alternativa de Fuego llamada Fiero aparece en "Deep Cover for Batman" como miembro del Sindicato del Crimen.
- Fuego aparece en el episodio 46 de Mad. Ella se une a los otros superhéroes en un número musical que le pregunta a Superman, Batman y Wonder Woman acerca de ser llamados "Super Friends".
- Fuego se menciona en Young Justice: Outsiders como miembro de la Liga de la Justicia. En "Home Fires", Nightwing menciona que ella creó un super traje para Geo-Force.

### Videojuegos
- Fuego aparece en DC Universe Online, con la voz de Shawn Sides y se la puede encontrar en la estación de policía de East End. Mientras juegas como un héroe, cuando alcances el nivel 27, Fuego y Batman te asignarán una misión para detener al Hermano Ojo. Además, cuando juega como villano, se establece una recompensa en Fuego y se la puede encontrar cerca del campo de batalla cerca de la segunda etapa de la Misión Hermano Ojo.

### Serie web
- Fuego aparece en DC Super Hero Girls. Ella es vista como una de las estudiantes de fondo en Super Hero High.